# Blel Kadri
Blel Kadri (Bordeaux, 3 settembre 1986) è un ex ciclista su strada francese, professionista dal 2009 al 2016 e vincitore di una tappa al Tour de France 2014.

## Carriera
Nato a Bordeaux, ma di origini algerine, ottiene buoni risultati sia tra gli Juniores che tra gli Under-23. Passa professionista nel 2009 con l'AG2R La Mondiale e ottiene una vittoria di tappa alla Route du Sud nel 2010; nel 2012, nella stessa corsa, si aggiudica la classifica di miglior scalatore. Nel 2013 vince la Roma Maxima, ex Giro del Lazio, mentre nel 2014 conquista l'ottava tappa del Tour de France, quella con arrivo a Gérardmer. Sia al Tour de France 2013 che in quello seguente veste inoltre per un giorno la maglia a pois di leader della classifica scalatori.
Conclude l'attività professionistica al termine della stagione 2016.

## Palmarès
- 2004 (Juniores)

Tour de Lorraine juniors
Niedersachsen-Rundfahrt juniors
- 2007

Tour du Périgord
5ª tappa Thüringen Rundfahrt
- 2008

2ª tappa Ronde de l'Isard d'Ariège (Les Cabannes > Goulier)
4ª tappa Kreiz Breizh (Châteauneuf-du-Faou > Rostrenen)
Classifica generale Kreiz Breizh
- 2010

2ª tappa Route du Sud (Izaourt > Saint-Gaudens)
- 2013

Roma Maxima
- 2014

8ª tappa Tour de France (Tomblaine > Gérardmer La Mauselaine)

## Piazzamenti

### Grandi Giri
- Giro d'Italia

2016: 147º
- Tour de France

2011: 117º
2012: 89º
2013: 125º
2014: 84º
- Vuelta a España

2010: 82º
2012: 169º
2015: 150º

### Classiche monumento
- Liegi-Bastogne-Liegi

2013: 85º